# Colectivo Chachacha

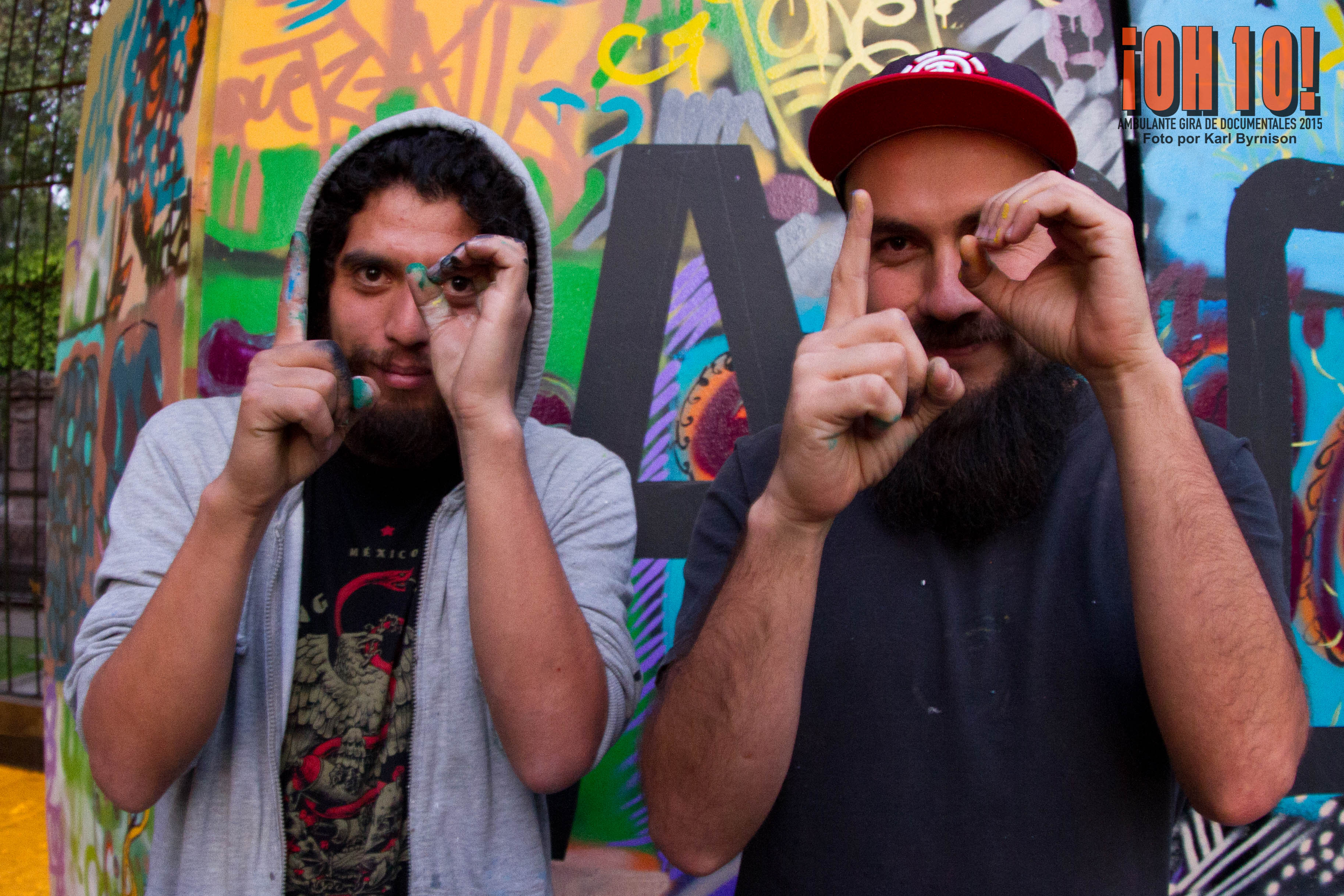
Colectivo Chachacha

El Colectivo Chachacha está conformado por Dayron López y Raymundo Rocha, artistas mexicanos que por medio del graffiti retoman las tradiciones, costumbres y símbolos de la vida cotidiana para hacer comunidad y fomentar la participación social a través del arte.

## Trayectoria
Fundado en 2010. El grafiti ha sido el principal medio de expresión del Colectivo Chachacha desde su conformación y con el cual continúan desarrollando procesos colectivos, aunque también han creado diversos proyectos desde la gráfica urbana, los tatuajes o la creación de banderas. Imparten talleres, usualmente para jóvenes, desde un enfoque de educación no formal y cultura de paz.
Han participado en diversas exposiciones colectivas e individuales como Vínculos (2013) sobre la construcción de identidad a través del núcleo familiar de Azcapotzalco en Casa Vecina; Ídolo del barrio (2017) una intervención sobre el barrio de La Merced y los sonideros en el Centro Cultural Casa Talavera; Rasgos (2017) re-apropiación de signos, imágenes, calles e imágenes y su relación con el imaginario social en la Galería Principal de la Escuela Nacional de Pintura, Escultura y Grabado, "La Esmeralda”; Nudo de serpientes (2020) una muestra basada en la estética mesoamericana a partir de la re-interpretación de formas, volúmenes y líneas en Factible: fábrica de creación; Pintar el lienzo de Tlaxcala (2021) una recreación de la expresión artística inventada por los tlaxcaltecas en el Centro Cultural Universitario Tlatelolco; entre otras. 
Los Chachacha han realizado murales en ciudades y entidades de la República Mexicana como Veracruz, Chiapas, Puebla, Oaxaca, Cancún, Michoacán, Guadalajara, Ciudad de México, Morelos y el Estado de México.
Su lugar de trabajo se encuentra ubicado en la alcaldía Azcapotzalco, lugar en el que han realizado múltiples proyectos en conjunto con la comunidad para el fortalecimiento de una identidad gráfica y proyectos de reflexión sobre el contexto social.

## Reconocimientos
- Bienal Nacional de Diseño en la Categoría Profesional (2015, 2017). Diseño socialmente responsable con contenido social o participativo.[10]